# Csíkos szalagostimália
A csíkos szalagostimália (Actinodura souliei) a madarak osztályának verébalakúak (Passeriformes) rendjébe és a Leiothrichidae családjába tartozó faj.

## Rendszerezése
A fajt Émile Oustalet francia zoológus írta le 1897-ben. Egyes szervezetek a Sibia nembe sorolják Sibia souliei néven.

## Alfajai
- Actinodura souliei griseinucha Delacour & Jabouille, 1930
- Actinodura souliei souliei Oustalet, 1897[1]

## Előfordulása
Délkelet-Ázsiában, Kína és Vietnám területén honos. A természetes élőhelye a szubtrópusi vagy trópusi hegyi esőerdők. Állandó, nem vonuló faj.

## Megjelenése
Testhossza 21-23 centiméter.

## Életmódja
Gerinctelenekkel táplálkozik.